# John Stanley Plaskett
Pour les articles homonymes, voir Plaskett.
John Stanley Plaskett (Comté d'Oxford (Ontario), 17 novembre 1865 – Victoria, 17 octobre 1941) est un astronome canadien.

## Biographie
Plaskett est machiniste et se voit offrir un travail de mécanicien au département de physique de l'université de Toronto, où il construit l'appareillage pour des démonstrations pendant des cours. Il trouve les cours si intéressants qu'il décide de reprendre ses études et, à 30 ans, il obtient une maîtrise en mathématiques et en physique. Il reste à l'université jusqu'en 1903, faisant de la recherche dans le domaine de la photographie couleur.
Sa carrière d'astronome débute après 1903, quand il rejoint l'équipe du Dominion Observatory à Ottawa. Il est un des principaux artisans du dessin et de la construction d'un télescope de 183 cm.
Il mesure la vitesse radiale pour déterminer le caractère de binaires spectroscopiques de nombreuses étoiles. Sa formation de mécanicien l'aide dans la construction et la mise au point d'instruments adaptés à cette tâche.
Il devient, en 1917, le premier directeur de l'Observatoire fédéral d'astrophysique construit à Saanich, située dans la région métropolitaine de Victoria, (un autre observatoire porte un nom similaire, l'Observatoire fédéral (en anglais, Dominion Observatory), situé à Ottawa).

## Distinctions et récompenses
Plaskett a notamment reçu :
- la médaille d'or de la Royal Astronomical Society en 1930,
- la médaille Bruce en 1932,
- la médaille Henry-Draper en 1934.

Il est également honoré de l'ordre de l'Empire britannique

## Hommages et postérité
Ont reçu son nom :
- un cratère sur la Lune,
- une montagne le mont Plaskett « http://geonames2.nrcan.gc.ca/cgi-bin/v8/sima_unique_v8?english%3FJBECO%3FC »(Archive.org • Wikiwix • Archive.is • Google • Que faire ?),
- la médaille Plaskett (en) ,
- l'astéroïde (2905) Plaskett (avec son fils Harry Hemley Plaskett),
- une étoile, l'étoile de Plaskett (HR 2422 Monocerotis).